# 劳拉·本卡特
劳拉·本卡特（德語：Laura Benkarth，1992年10月14日—），德国女子足球运动员，场上位置是守门员。她曾代表德国国家队参加2016年夏季奥林匹克运动会足球比赛，获得一枚金牌。